# IC 5336
IC 5336 ist ein interagierendes Galaxienpaar im Sternbild Pegasus am Nordsternhimmel.
Das Objekt wurde am 25. November 1897 von Stéphane Javelle entdeckt.